# Burkina Faso aux Jeux olympiques d'été de 2000
Le Burkina Faso participe aux Jeux olympiques d'été de 2000 à Sydney. Sa délégation est composée de 4 athlètes répartis dans 3 sports et son porte-drapeau est Sarah Tondé. Au terme des Olympiades, la nation n'est pas à proprement classée puisqu'elle ne remporte aucune médaille.

## Nombre d'athlètes qualifiés par sport
Voici la liste des qualifiés et sélectionnés Burkinabé par sport (remplaçants compris) :
| Sport      | Hommes | Femmes | Total |
| ---------- | ------ | ------ | ----- |
| Athlétisme | 1      | 1      | 2     |
| Boxe       | 1      | 0      | 1     |

## Liste des médaillés burkinabè
Aucun athlète burkinabè ne remporte de médaille durant ces JO.

## Athlétisme

### Hommes
| Athlète       | Épreuve | Séries  | Séries | Quarts de finale | Quarts de finale | Demi-finales | Demi-finales | Finale | Finale |
| Athlète       | Épreuve | Temps   | Rang   | Temps            | Rang             | Temps        | Rang         | Temps  | Rang   |
| ------------- | ------- | ------- | ------ | ---------------- | ---------------- | ------------ | ------------ | ------ | ------ |
| Idrissa Sanou | 100 m   | 10 s 60 | 7e     | Eiminé           | Eiminé           | Eiminé       | Eiminé       | Eiminé | Eiminé |

### Femmes
| Athlète     | Épreuve | Séries  | Séries | Quarts de finale | Quarts de finale | Demi-finales | Demi-finales | Finale  | Finale  |
| Athlète     | Épreuve | Temps   | Rang   | Temps            | Rang             | Temps        | Rang         | Temps   | Rang    |
| ----------- | ------- | ------- | ------ | ---------------- | ---------------- | ------------ | ------------ | ------- | ------- |
| Sarah Tondé | 100 m   | 12 s 56 | 8e     | Eliminé          | Eliminé          | Eliminé      | Eliminé      | Eliminé | Eliminé |

## Boxe

### Hommes
| Athlète    | Catégorie     | 16e de finale       | 8e de finale        | Quart de finale     | Demi-finale         | Finale              |
| Athlète    | Catégorie     | Adversaire Résultat | Adversaire Résultat | Adversaire Résultat | Adversaire Résultat | Adversaire Résultat |
| ---------- | ------------- | ------------------- | ------------------- | ------------------- | ------------------- | ------------------- |
| Drissa Tou | Poids mouches | Victoire Iran       | Défaite France 2-17 | Eliminé             | Eliminé             | Eliminé             |